# Bassem Hemeida
Bassem Hemeida (arabisch باسم حميدة; * 28. März 2000 in Alexandria) ist ein katarischer Hürdenläufer ägyptischer Herkunft, der sich auf den 400-Meter-Hürdenlauf spezialisiert hat. Über diese Distanz wurde er 2023 Asienmeister und 2025 in der 4-mal-400-Meter-Staffel. Seine ältere Schwester Bassant Hemida ist für Ägypten als Sprinterin aktiv und sein jüngerer Bruder Seif Heneida ist für Katar als Stabhochspringer aktiv.

## Sportliche Laufbahn
Erste internationale Erfahrungen sammelte Bassem Hemeida bei den Juniorenasienmeisterschaften 2018 in Gifu, bei denen er in 50,55 s die Silbermedaille im Hürdenlauf gewann und mit der katarischen 4-mal-100-Meter-Staffel in 40,95 s auf den vierten Platz gelangte. Anschließend gewann er auch bei den U20-Weltmeisterschaften in Tampere in 49,59 s die Silbermedaille. Im Jahr darauf belegte er bei den Asienmeisterschaften in Doha mit neuer Bestleistung von 49,45 s den vierten Platz. Zudem gewann er mit der 4-mal-400-Meter-Staffel in 3:03,95 min die Bronzemedaille hinter den Teams aus Japan und China. Mit der Staffel nahm er auch an den Weltmeisterschaften ebendort im Oktober teil und schied dort mit 3:06,25 min im Vorlauf aus. 2021 begann er ein Studium an der West Texas A&M University in den Vereinigten Staaten und 2022 siegte er in irregulären 48,67 s bei den Islamic Solidarity Games in Konya und wurde mit der Staffel disqualifiziert. Im Jahr darauf gewann er bei den Westasienmeisterschaften in Doha in 50,51 s die Silbermedaille hinter seinem Landsmann Ismail Doudai Abakar und siegte anschließend in 48,79 s bei den Arabischen Meisterschaften sowie in 49,17 s bei den Panarabischen Spielen in Algier. Daraufhin siegte er bei den Asienmeisterschaften in Bangkok in 48,64 s über 400 Meter Hürden und sicherte sich im Staffelbewerb in 3:04,26 min gemeinsam mit Abubaker Haydar Abdalla, Ismail Doudai Abakar und Ashraf Hussen Osman die Bronzemedaille hinter den Teams aus Sri Lanka und Indien. Im August schied er bei den Weltmeisterschaften in Budapest mit 49,50 s im Halbfinale aus und im Oktober gewann er bei den Asienspielen in Hangzhou in 48,52 s die Silbermedaille hinter seinem Landsmann Abderrahman Samba. Zudem sicherte er sich dort in 3:02,05 min gemeinsam mit Samba, Ashraf Hussen Osman und Ismail Doudai Abakar die Silbermedaille hinter dem indischen Team. 2024 schied er bei den Olympischen Sommerspielen in Paris mit 49,64 s in der Hoffnungsrunde aus.
Bei den World Athletics Relays 2025 in Guangzhou sicherte er der 4-mal-400-Meter-Staffel einen Startplatz bei den Weltmeisterschaften in Tokio. Anschließend gewann er bei den Asienmeisterschaften in Gumi in 49,44 s die Silbermedaille über 400 m Hürden hinter seinem Landsmann Abderrahman Samba und siegte im Staffelbewerb in 3:03,52 min gemeinsam mit Samba, Hatim Aït Oulghazi und Ammar Ismail Yahia Ibrahim.

## Persönliche Bestzeiten
- 400 Meter: 45,88 s, 3. Mai 2019 in Doha
- 400 m Hürden: 48,52 s, 3. Oktober 2023 in Hangzhou